# Ludwinów (powiat wieruszowski)
Ludwinów – wieś w Polsce położona w województwie łódzkim, w powiecie wieruszowskim, w gminie Łubnice.
W latach 1975–1998 miejscowość należała administracyjnie do województwa kaliskiego.
W 2019 w skład sołectwa Ludwinów wchodzą następujące miejscowości: Gielniówka, Jeziorko, Ludwinów i Rzepisko.